# Bradley Weiss
Bradley Weiss (Somerset West, 21 de marzo de 1989) es un deportista sudafricano que compite en triatlón. Ganó tres medallas en el Campeonato Mundial de Xterra Triatlón entre los años 2017 y 2019,y cuatro medallas en el Campeonato Europeo de Xterra Triatlón entre los años 2016 y 2019.

## Palmarés internacional
| Campeonato Mundial | Campeonato Mundial           | Campeonato Mundial | Campeonato Mundial |
| Año                | Lugar                        | Medalla            | Prueba             |
| ------------------ | ---------------------------- | ------------------ | ------------------ |
| 2017               | Maui (Estados Unidos)        | Medalla de oro     | Individual         |
| 2018               | Maui (Estados Unidos)        | Medalla de plata   | Individual         |
| 2019               | Maui (Estados Unidos)        | Medalla de oro     | Individual         |
| Campeonato Europeo |                              |                    |                    |
| Año                | Lugar                        | Medalla            | Prueba             |
| 2016               | Olbersdorf (Alemania)        | Medalla de bronce  | Individual         |
| 2017               | Møns Klint (Dinamarca)       | Medalla de oro     | Individual         |
| 2018               | Olbersdorf (Alemania)        | Medalla de oro     | Individual         |
| 2019               | Prachatice (República Checa) | Medalla de bronce  | Individual         |